# 溫妮·哈洛
溫妮·哈洛（英語：Winnie Harlow，1994年7月27日—），生名尚黛爾·布朗-楊（英語：Chantelle Brown-Young），是一名加拿大模特兒、演說家及社會運動家。她曾參與美國電視節目《全美超級模特兒新秀大賽》第21季，同時，因為患有白癜风造成皮膚具有鮮明的特徵而受到矚目。

## 早年生活
1994年7月27日，尚黛爾·布朗-楊生於加拿大安大略省多伦多，母親麗莎·布朗（Lisa Brown）及父親溫莎·楊（Windsor Young）皆為牙買加裔，哈洛有兩名姊妹。她在4歲時被診斷出患有慢性皮膚疾病白癜风，皮膚部份部位因為脫色而出現斑痕。哈洛年幼時遭受同儕以「乳牛」、「斑馬」等詞彙惡意嘲笑，致使她在求學階段多次轉學，高中時更遭到退學，甚至萌生自殺的念頭。

## 職業生涯

### 模特兒
哈洛在Instagram上被《全美超級模特兒新秀大賽》的主持人泰雅·賓絲發掘，隨後便在2014年加入第21季的14名參賽者之一，成為該節目至今首位且是唯一的一名加拿大籍參賽者。她在決賽第二週（第四集）遭到淘汰，不過，她仍繼續參與「復活賽」，與該季其他被淘汰的參賽者角逐重回賽場的資格。哈洛在觀眾投票中獲得最高票，重新回到決賽。最終，她於第13集再度遭到淘汰，獲得該季比賽的第6名。

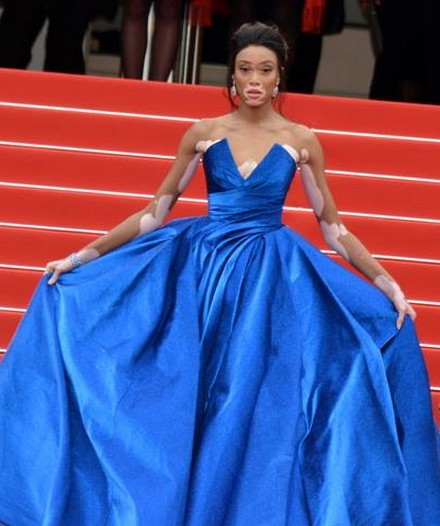
哈洛出席第70屆坎城影展。

結束了《全美超級模特兒新秀大賽》參賽後，哈洛獲得為西班牙服飾品牌Desigual走秀的機會，更成為該品牌的代言人。2014年9月，她在倫敦時裝週為服飾品牌Ashish的2015年春夏系列擔任壓軸。她也曾為《i-D》及《Dazed》等時尚雜誌，以及時裝網站Showstudio.com擔任模特兒。2015年，哈洛在英國時裝攝影師尼克·奈特的操刀下，擔任義大利服裝品牌迪賽的2015年春夏系列模特兒。她曾為西班牙版及義大利版《Glamour》雜誌擔任模特兒，此外，亦曾登上《Complex》雜誌2015年8/9月號，以及2015年8月的《柯夢波丹》。她在2015年7月接受義大利版《時尚》的訪談，並拍攝了一系列的形象照。2015年8月，哈洛與前《全美超級模特兒新秀大賽》參賽者費天曼·西亞德合作，一同為《烏木》雜誌9月號拍攝封面及系列照。2016年，哈洛為雪碧與施华洛世奇拍攝廣告。同年，她入選BBC巾幗百名。

### 公眾演講
2011年7月，哈洛在YouTube上傳一部名為「Vitiligo: A Skin Condition, not a Life Changer」（白癜風：並不會改變生命的面貌）的影片，談論起她的皮膚狀況，並回答白癜風對她生活上的影響等問題。2014年11月，哈洛在TED發表演講，再度回顧她與白癜風的經歷。2015年10月，哈洛在2015年世界婦女高峰會的多芬自信養成論壇發表演說。

### 影視
哈洛出演過幾部音樂錄影帶，包含JMSN的〈The One〉、阿姆的〈Guts Over Fear〉及黑眼豆豆的〈#WHERESTHELOVE〉。她也是碧昂絲的「視覺專輯」《檸檬特調》中眾多知名客串的其中一位。此外，她也曾出演莉莉·辛格（又名“IISuperwomanII”）的其中一部YouTube影片「Three Girls, One Elevator」（三位女孩，一部電梯）。

### 2018年加拿大大獎賽
哈洛受邀出席2018年加拿大大獎賽，並負責揮舞代表著比賽結束的方格旗，然而，因為賽會內部的溝通不良，導致她在原定比賽圈數還沒進行完前，便先行揮舞旗幟。國際汽車聯盟賽事總監查理·懷廷強調這起事件並非哈洛的錯，她僅是在接收到賽事工作人員的指示下，於倒數第二圈揮舞方格旗。當時，領跑者賽巴斯蒂安·維泰爾並沒有因為看到方格旗而降低車速，更透過無線電向其車隊法拉利報告此狀況。最終，完賽成績將回推至原定賽程的前一圈，比賽結果並未受到影響，不過，卻導致紅牛車手丹尼尔·里奇亚多在最後一圈做出的最快圈速不被承認，此項紀錄則由其隊友馬克斯·維斯塔潘取得。

## 影視作品

### 電視
| 年份   | 節目                       | 備註              |
| ------ | -------------------------- | ----------------- |
| 2014年 | 《走進好萊塢》             | 2014年6月26日播出 |
| 2014年 | 《全美超級模特兒新秀大賽》 | 第6名             |
| 2015年 | 《Prominent!》             | 2015年2月13日播出 |
| 2015年 | 《你會怎麼做？》           | 2015年6月12日播出 |

### 音樂錄影帶
| 歌曲               | 年份   | 歌手       | 參考   |
| ------------------ | ------ | ---------- | ------ |
| 〈The One〉        | 2014年 | JMSN       | [ 30 ] |
| 〈Guts Over Fear〉 | 2014年 | 阿姆及希雅 | [ 31 ] |
| 《柠檬特调》       | 2016年 | 碧昂絲     | [ 32 ] |

## 獲獎與提名
| 年份   | 組織             | 獎項       | 作品   | 結果 |
| ------ | ---------------- | ---------- | ------ | ---- |
| 2015年 | 2015年Gala Spa獎 | 美麗偶像獎 | 她自己 | 獲獎 |

## 外部連結
- 溫妮·哈洛在互联网电影资料库（IMDb）上的資料（英文）
- models.com上的溫妮·哈洛 （页面存档备份，存于）
- 溫妮·哈洛官方網站
- 溫妮·哈洛的Instagram帳戶